# Кулијев аксис јелен
Кулијев јелен (лат. Axis kuhlii) је сисар из реда папкара (Artiodactyla). 

## Распрострањење
Ареал врсте је ограничен на једну државу. Индонезија је једино познато природно станиште врсте. Живи само на острву Бавеан у близини Јаве.

## Станиште
Станишта врсте су шуме, планине, поља кукуруза и травна вегетација.

## Угроженост
Ова врста је крајње угрожена и у великој опасности од изумирања.